# Kubai labdarúgó-szövetség
A kubai labdarúgó-szövetség (spanyolul: Asociación de Fútbol de Cuba) Kuba nemzeti labdarúgó-szövetsége. 1924-ben alapították. A szövetség szervezi a kubai labdarúgó-bajnokságot, működteti a kubai labdarúgó-válogatottat. Székhelye: Havannában található.